# Modi și Magni

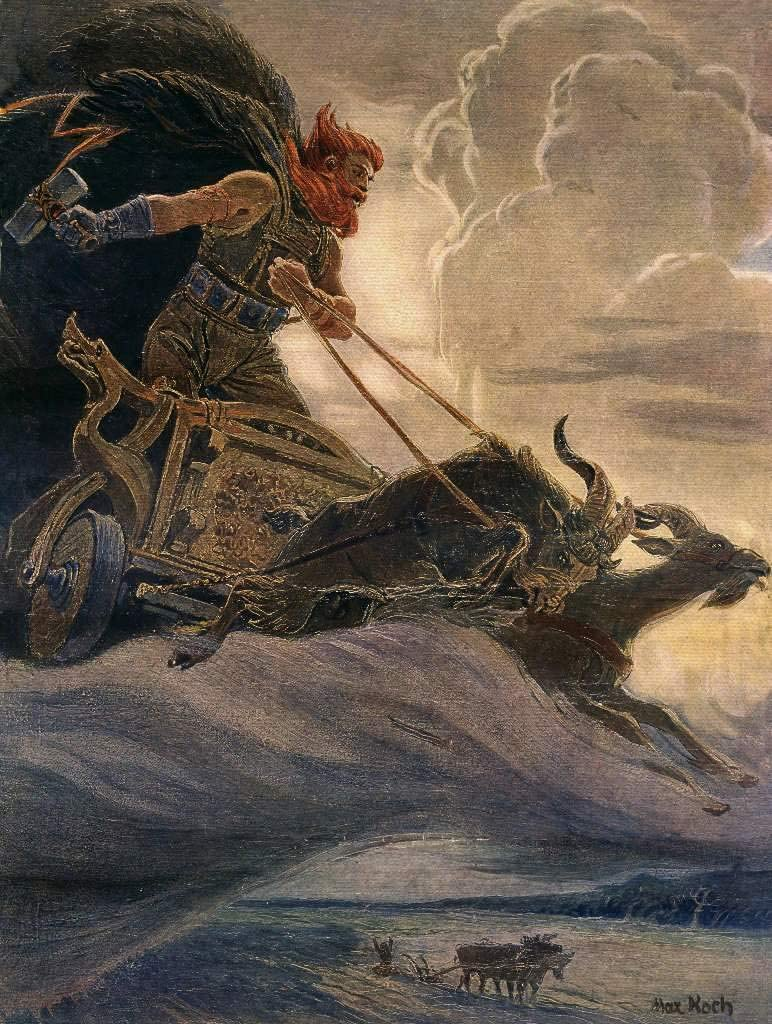
Zeul Thor, tatăl lui Modi și Magni - pictură realizată de Max Friedrich Koch

În mitologia nordică, Modi și Magni sunt fiii lui Thor. Numele lor semnifică „Furie” și „Măreție”. Rudolf Simek afirmă că, împreună cu fiica lui Thor, Þrúðr („Putere”), ei întruchipează trăsăturile tatălui lor. 
În Edda poetică scrie că doi frați sunt menționați printre supraviețuitorii Ragnarökului după ce tatăl lor moare.

## Nașterea și moștenirea ciocanului lui Thor
La numai trei nopți după ce s-a născut, Magni și-a ajutat tatăl. Thor l-a ucis pe un uriaș pe nume Hrungnir. Piciorul uriașului a căzut peste zeu și a zăcut rănit. Fiul său Magni a venit și l-a ajutat, iar drept mulțumire, Thor i l-a dăruit fiului său pe Gullfaxi, calul magnific al uriașului. 
După Ragnarök, Magni și Modi moștenesc Mjöllnir, ciocanul tatălui lor Thor care îl va ucide pe Jormungand, însă va muri la rândul său din cauza veninului scuipat de șarpe.

## Denumiri
Magni og Móði sunt numele date celor două conuri vulcanice care au fost create de erupția vulcanică de pe platoul islandez Fimmvörðuháls din 2010 .